# Court-bouillon
Pour les articles homonymes, voir Bouillon.
Un court-bouillon est un bouillon simplifié de la cuisine française, à base d'eau, vin blanc, carotte, céleri, oignon, épice, bouquet garni, sel et poivre, pour cuire des aliments par pochage bref, ou à la nage, tels que viandes, poissons, coquillages, crustacés, légumes, ou œuf poché.

## Description
Contrairement aux bouillons (ou à la cuisson longue par exemple des pot-au-feu ou poule au pot dans un bouillon de légumes) le court-bouillon est préparé juste pour la cuisson et n'est souvent pas destiné à être consommé (ou, parfois, juste les petits légumes écumés et servis mélangés ou en sauce). L'adjectif épithète « court » étant lié à cette technique de cuisson brève par pochage (bouillonnement court).

## Technique de cuisson
Les poissons sont pochés à froid, puis portés à frémissement, tandis que les coquillages et crustacés sont introduits dans le court-bouillon en ébullition. Le poisson peut ensuite être utilisé dans une autre préparation, comme un gratin, et le bouillon utilisé pour faire une soupe ou une sauce. Cette dernière appelée fumet de poisson est faite habituellement en ajoutant les têtes et les arêtes du poisson.

## Ingrédients

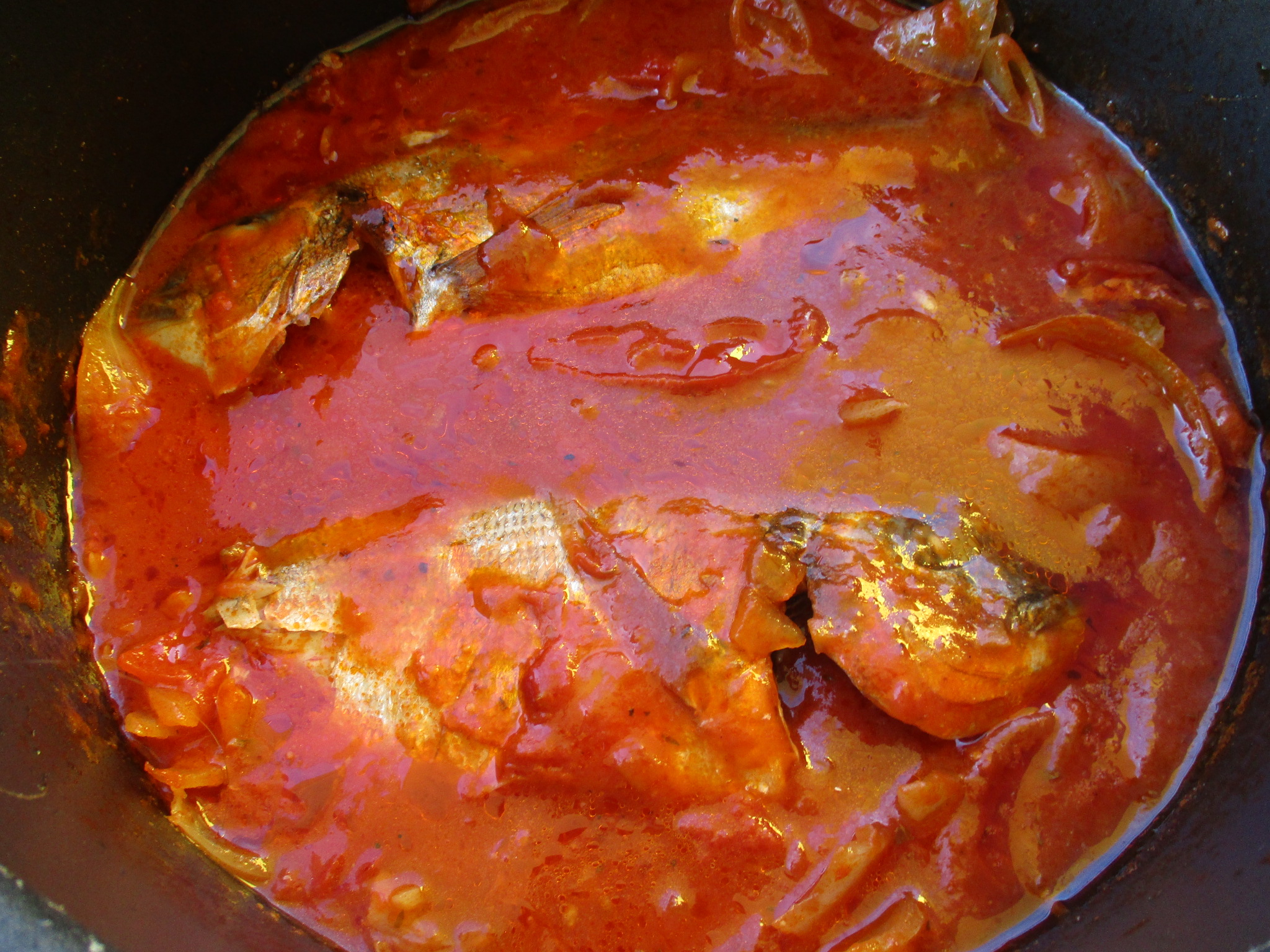
Court-bouillon de poissons à la créole à la daurade de la cuisine antillaise.

Les ingrédients standards sont :
- 2 litres d'eau
- 1 litre de vin blanc
- ½ litre de vinaigre
- 20 g de sel
- 1 carotte
- ½ branche de céleri
- 2 brins de persil
- ½ oignon
- ½ feuille de laurier
- 1 pincée de thym
- 1 pincée de sel
- 1 pincée de poivre

## Antilles, Caraïbes et Louisiane
Variante exotique du court-bouillon de la cuisine française, le court-bouillon de poissons à la créole est une spécialité culinaire traditionnelle de la cuisine antillaise (et de variantes de la cuisine cajun de Louisiane ou de la cuisine des Caraïbes) à base de poissons marinés au citron vert et cuits au court-bouillon d'huile de roucou et de tomates. Le blaff de poissons (variante) est cuit dans une marinade de jus de citron vert, oignon, bouquet garni, piment de Cayenne, puit cuit au court bouillon.  